# Don May
Donald John May  (ur. 3 stycznia 1946 w Dayton) – amerykański koszykarz występujący na pozycji niskiego skrzydłowego, mistrz NBA z 1970 roku.
W 1968 roku został wybrany w III rundzie draftu NBA przez New York Knicks oraz ABA przez Indiana Pacers.

## Osiągnięcia
Stan na podstawie, o ile nie zaznaczono inaczej.
NCAA
- Wicemistrz NCAA (1967)
- Uczestnik rozgrywek Sweet Sixteen turnieju NCAA (1966, 1967)
- Mistrz turnieju National Invitation Tournament (NIT – 1968)
- MVP turnieju NIT (1968)[2]
- Zaliczony do:
  - I składu NCAA Final Four (1967 przez Associated Press)[3]
  - II składu All-American (1967, 1968)
  - Galerii Sław:
    - Sportu Uniwersytetu Dayton (1974)
    - Koszykówki stanu Ohio (2007)

NBA
- Mistrz NBA (1970)[4]